# Öggestorp
Öggestorp – miejscowość (tätort) w Szwecji, w regionie administracyjnym (län) Jönköping, w gminie Jönköping.
Według danych Szwedzkiego Urzędu Statystycznego liczba ludności wyniosła: 238 (31 grudnia 2015), 232 (31 grudnia 2018) i 242 (31 grudnia 2019).